# Valoria la Buena
Valoria la Buena es una localidad y municipio de la provincia de Valladolid, Castilla y León, España. Con una extensión de 43 km², está situada a 27 km al noreste de la capital, en la comarca de la Campiña del Pisuerga y adscrita enológicamente a la Denominación de Origen Cigales. Cuenta con una población de 678 habitantes (INE, 2021).

## Geografía

### Clima
Valoria la Buena tiene un clima Csb (templado con verano seco y templado) según la clasificación climática de Köppen.
| Parámetros climáticos promedio de Valoria la Buena en el periodo 1967-1988 | Parámetros climáticos promedio de Valoria la Buena en el periodo 1967-1988 | Parámetros climáticos promedio de Valoria la Buena en el periodo 1967-1988 | Parámetros climáticos promedio de Valoria la Buena en el periodo 1967-1988 | Parámetros climáticos promedio de Valoria la Buena en el periodo 1967-1988 | Parámetros climáticos promedio de Valoria la Buena en el periodo 1967-1988 | Parámetros climáticos promedio de Valoria la Buena en el periodo 1967-1988 | Parámetros climáticos promedio de Valoria la Buena en el periodo 1967-1988 | Parámetros climáticos promedio de Valoria la Buena en el periodo 1967-1988 | Parámetros climáticos promedio de Valoria la Buena en el periodo 1967-1988 | Parámetros climáticos promedio de Valoria la Buena en el periodo 1967-1988 | Parámetros climáticos promedio de Valoria la Buena en el periodo 1967-1988 | Parámetros climáticos promedio de Valoria la Buena en el periodo 1967-1988 | Parámetros climáticos promedio de Valoria la Buena en el periodo 1967-1988 |
| Mes | Ene.                                                                       | Feb.                                                                       | Mar.                                                                       | Abr.                                                                       | May.                                                                       | Jun.                                                                       | Jul.                                                                       | Ago.                                                                       | Sep.                                                                       | Oct.                                                                       | Nov.                                                                       | Dic.                                                                       | Anual                                                                      |
| --- | -------------------------------------------------------------------------- | -------------------------------------------------------------------------- | -------------------------------------------------------------------------- | -------------------------------------------------------------------------- | -------------------------------------------------------------------------- | -------------------------------------------------------------------------- | -------------------------------------------------------------------------- | -------------------------------------------------------------------------- | -------------------------------------------------------------------------- | -------------------------------------------------------------------------- | -------------------------------------------------------------------------- | -------------------------------------------------------------------------- | -------------------------------------------------------------------------- |
| Temp. media (°C) | 4.4                                                                        | 5.2                                                                        | 8.4                                                                        | 10.3                                                                       | 13.2                                                                       | 17.8                                                                       | 21.1                                                                       | 21.5                                                                       | 19.0                                                                       | 12.8                                                                       | 7.2                                                                        | 4.6                                                                        | 12.10                                                                      |
| Precipitación total (mm) | 46.9                                                                       | 38.9                                                                       | 26.9                                                                       | 40.8                                                                       | 52.4                                                                       | 32.8                                                                       | 17.2                                                                       | 7.9                                                                        | 28.3                                                                       | 34.5                                                                       | 43.6                                                                       | 31.2                                                                       | 401.3                                                                      |
| Fuente: Ministerio de Agricultura, Alimentación y Medio Ambiente. Datos de precipitación para el periodo 1967-1987 y de temperatura para el periodo 1975-1988 en Valoria la Buena 8 de noviembre de 2012 |                                                                            |                                                                            |                                                                            |                                                                            |                                                                            |                                                                            |                                                                            |                                                                            |                                                                            |                                                                            |                                                                            |                                                                            |                                                                            |

## Historia

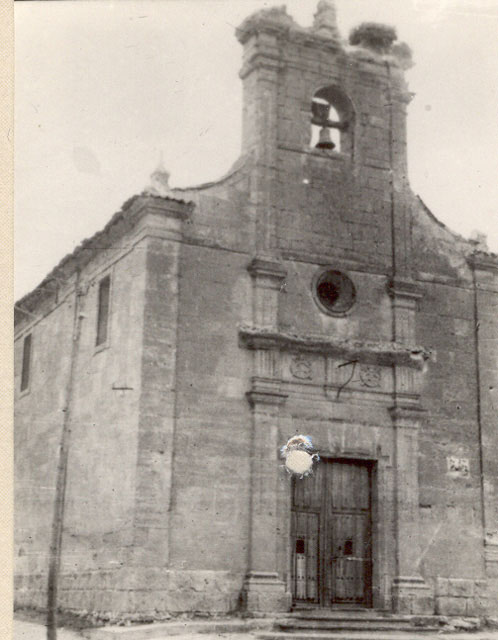
Ermita del Santísimo Cristo de la Esperanza, fecha desconocida.

Situada en un estratégico valle, es probable que el asentamiento proceda de época celtíbera. En el siglo XIV ya hay constancia de su denominación Valoria la Buena, del latín Vall-Aurea, es decir, valle aurífero, siendo su significado La villa del buen valle.
En 1630 se creó el Vizcondado de Valoria la Buena, cuyo título fue ostentado por la familia González de Mendoza, cuyo escudo fue adoptado por el municipio junto con su lema Ave María, Gratia Plena.
En 1849 fue nombrada cabeza de partido judicial por su situación estratégica en el valle.

## Geografía humana

### Demografía
Cuenta con una población de 745 habitantes (INE 2024).
| Gráfica de evolución demográfica de Valoria la Buena entre 1842 y 2021 |
| |
| Población de derecho según los censos de población del INE Población de hecho según los censos de población del INEEntre el censo de 1857 y el anterior, crece el término del municipio porque incorpora a 475001 (Boeda y Muedra) |

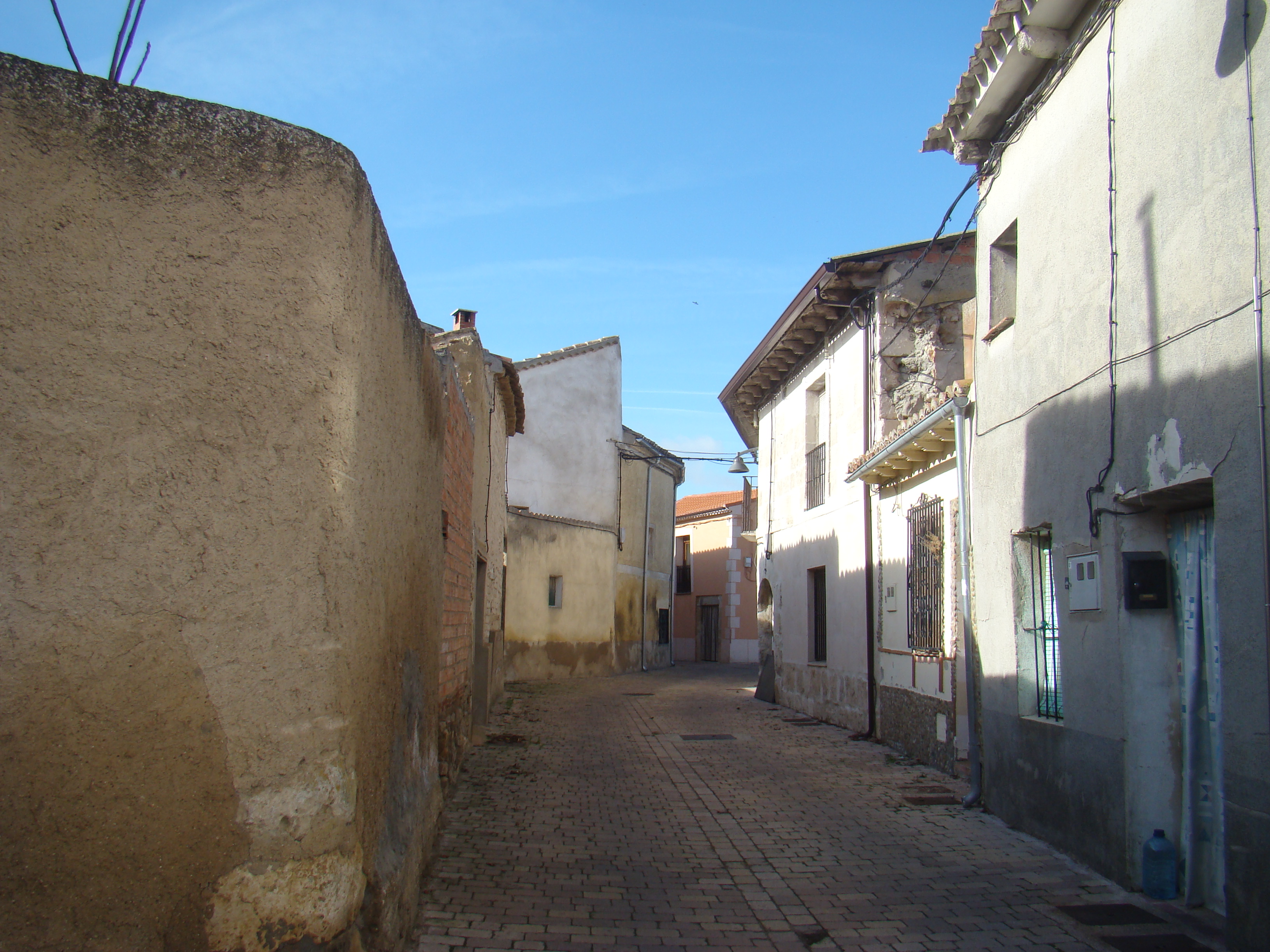
Calles típicas de Valoria la Buena, año 2015.

Entre 1900 y 1960, el municipio tuvo una población superior a los mil habitantes. El éxodo rural acaecido en las décadas de los sesenta y setenta hizo disminuir notablemente su población. A lo largo del siglo XXI, el municipio se ha mantenido estable, con ligeras variaciones en torno a los 650 habitantes, aunque se estima que casi 500 personas mantienen vínculos de hecho, por razones profesionales, de estudios o por ostentar una residencia en el lugar.
Se estima que un 35,48 % de sus habitantes son nacidos en la localidad, un 39,22 % procede de otras localidades de la provincia de Valladolid, un 12,87 % de otras provincias de Castilla y León y un 6,89 % de otras provincias de España. Posee un índice de extranjeros del 5,54 %, el 35 % procedentes de Sudamérica.
Las franjas de edad más numerosas se encuentran entre los 30 y los 35 años y los 40 y los 45. Un 15 % de la población tiene menos de veinticinco años.
Evolución demográfica
| 1900  | 1910  | 1920  | 1930  | 1940  | 1950  | 1960  | 1970 | 1981 | 1991 | 2014 | 2016 | 2017 | 2022 |
| 1.265 | 1.175 | 1.090 | 1.167 | 1.124 | 1.184 | 1.123 | 862  | 659  | 657  | 685  | 658  | 668  | 683  |

## Administración y política
La corporación municipal está integrada por siete concejales. En las elecciones municipales de 2023, seis de ellos corresponden al Partido Popular y uno al PSOE. Su alcalde es, desde 1995, Francisco Javier Calvo Rueda, del Partido Popular.

## Patrimonio

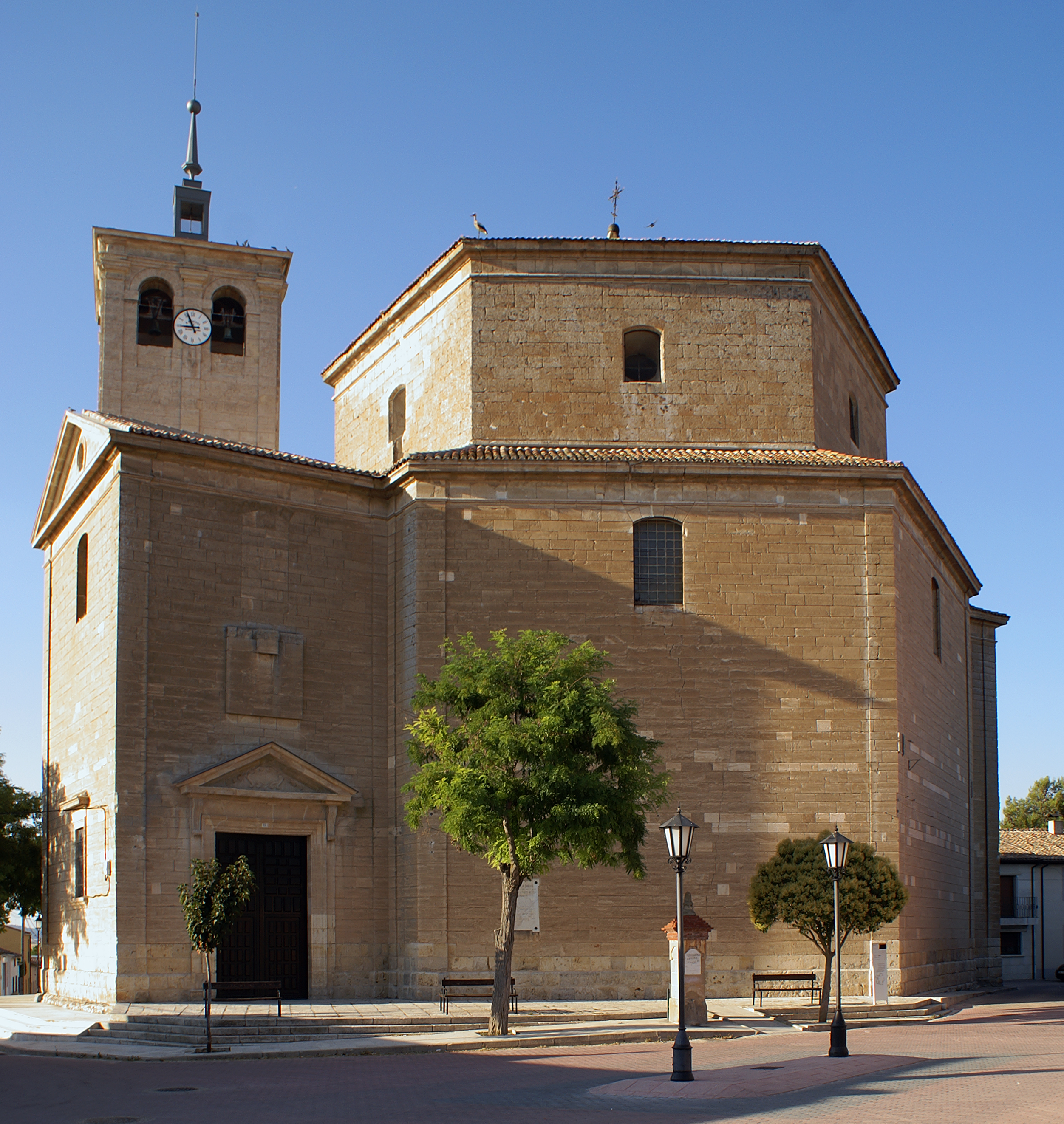
Iglesia de San Pedro Apóstol

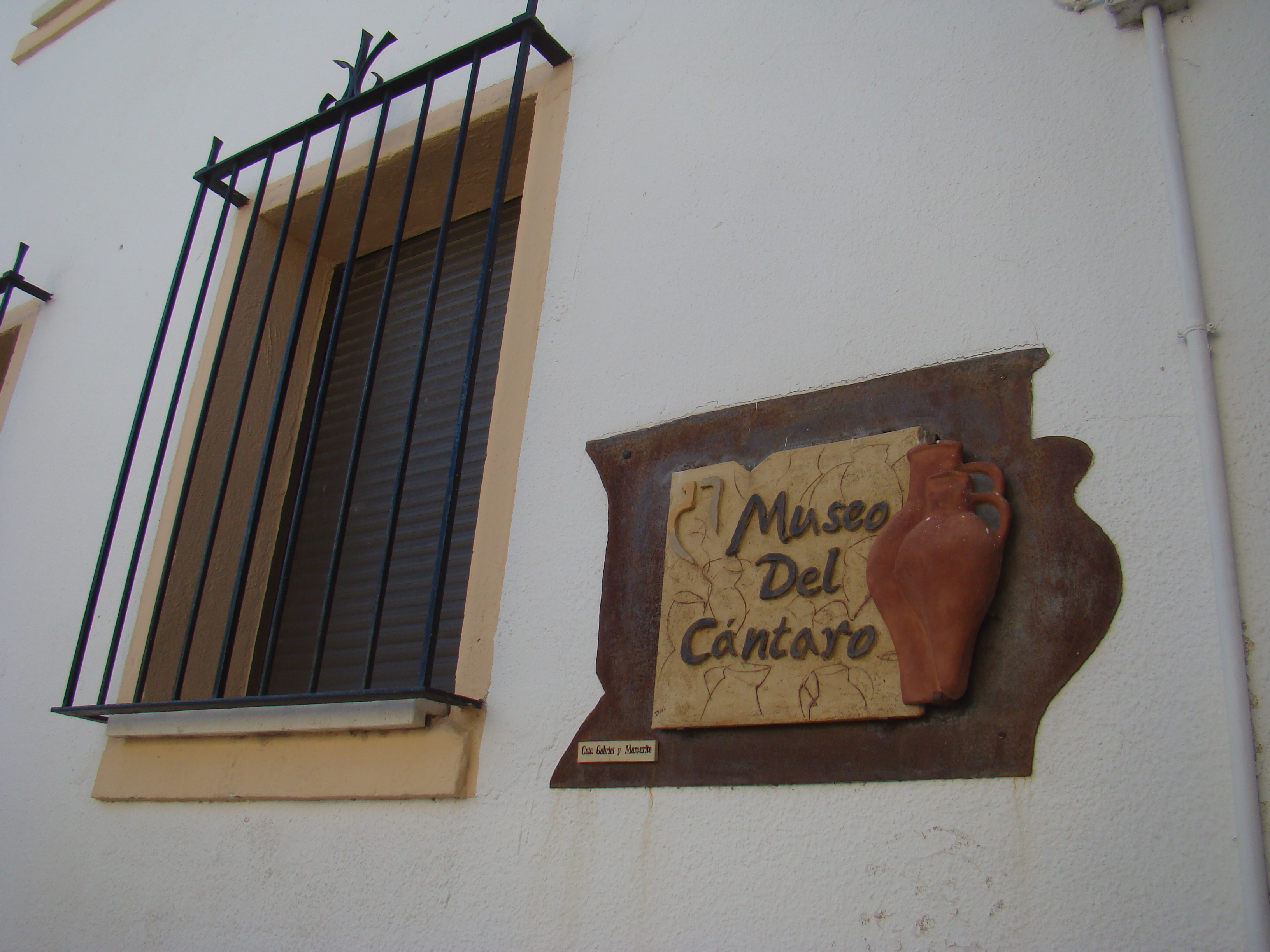
Museo del Cántaro

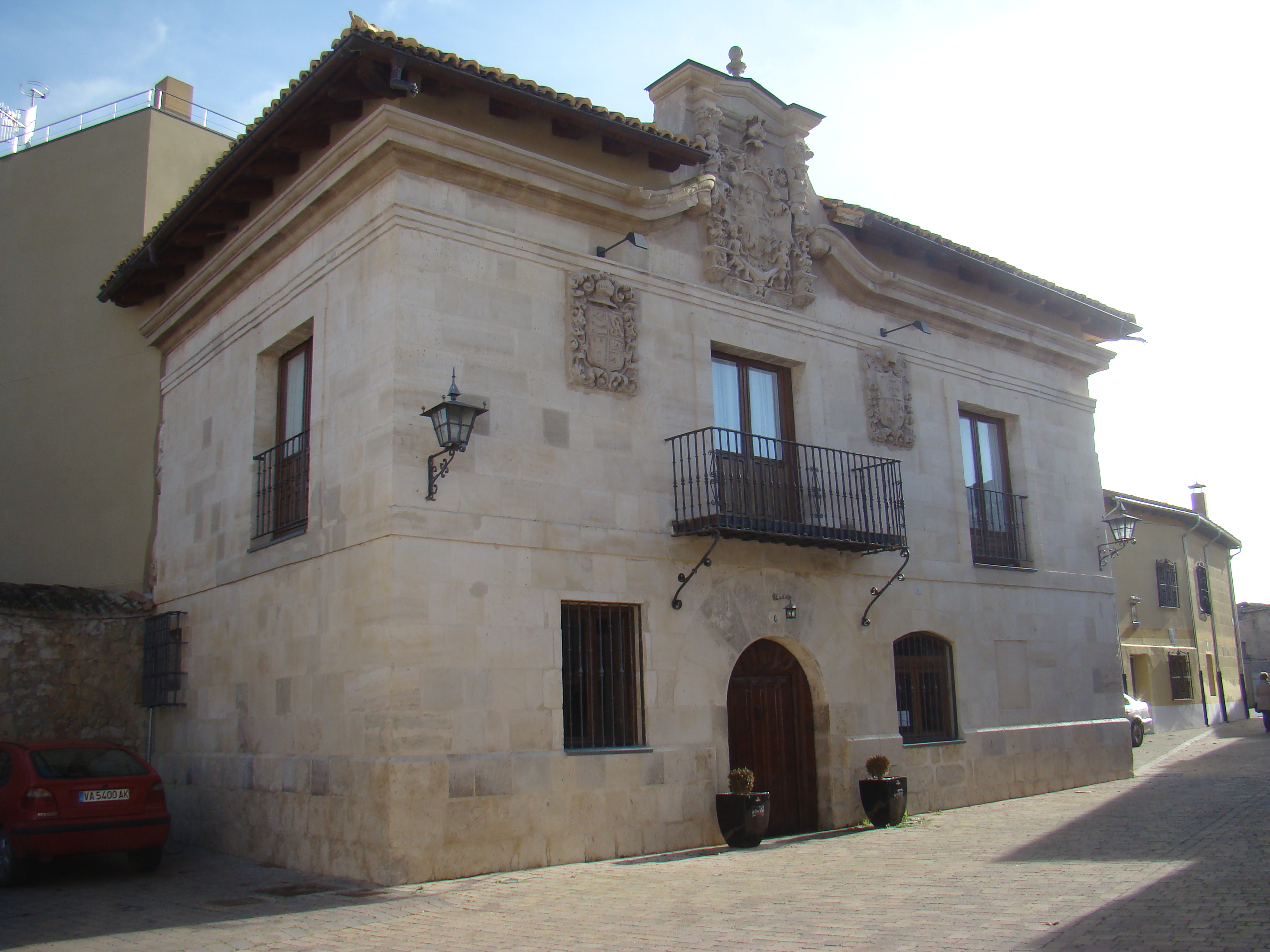
Palacio de los Vizcondes

- Iglesia de San Pedro Apóstol, de estilo neoclásico y mandada construir por Manuel Godoy.[8]
- Ermita del Santo Cristo de la Esperanza.
- Palacio de los Vizcondes.

### Museos
- Museo del Cántaro.
- Sala de exposiciones Gabino Gaona.

## Cultura

### Festividades
- Corpus Christi.
- Fiestas de Verano, segundo fin de semana de julio.
- Nochevieja de Verano, primer sábado de agosto. Debido a que en 1995 no pudieron tomar las uvas en Nochevieja por un corte eléctrico, esa Nochevieja se celebró el primer domingo de agosto del año siguiente, manteniéndose la costumbre y convirtiéndose en una fiesta de atracción turística.
- San Simón y san Judas, 28 de octubre.[9]

### Deportes
San Silvestre Valoriana
Es una carrera que se celebra el día antes de la Nochevieja de Verano por las calles del pueblo. La primera edición se celebró el día 31 de julio de 2009, con una inesperada participación de más de 300 corredores. La segunda edición tuvo aún más éxito dobló el número de participantes.

## Personajes célebres
- Gabino Gaona (1933-2007), pintor expresionista.